# Giovanni Battista Granata
Giovanni Battista Granata (1620/1621-1687) là nhà soạn nhạc và nghệ sĩ guitar người Ý. Ông là người sáng tác nhiều nhất của thế kỷ XVII. Các tác phẩm của ông được tập hợp trong 7 tập sách, những cuốn sách này đã được xuất bản khi ông còn sống. Trong 7 cuốn này, Granata đã viết nhiều tác phầm dành cho độc tấu guitar như prelude, toccata, corrente,... cùng những bản nhạc khác có sự phức tạp lớn.

## Tiểu sử
Granata được sinh ra tại Turin, nhưng chuyển tới Bologna vào khoảng năm 1646. Mặc dù ông duy trì việc giảng dạy của mình và sự nghiệp sáng tác trong suốt cuộc đời của mình, việc làm chính của ông là một thợ cắt tóc-bác sĩ phẫu thuật mà ông được cấp phép năm 1659.

## Phong cách
Các công trình Guitar baroque sớm của Granata đặc trưng bởi tổ khúc Pháp. Các tác phẩm từ giai đoạn giữa của Granata thể hiện sự phát triển âm nhạc của ông và sự thay đổi trong phong cách. Nhiều các mảnh rất phức tạp và được coi là một trong những nhạc guitar bậc thầy nhất thời bấy giờ.

## Tác phẩm
Bảy cuốn sách Granata, tất cả được công bố tại Bologna, Italy:
- I- Capricci armonici sopra la chittariglia spagnuola (1646)
- II- Nuove suonate di chitarriglia spagnuola piccicate, e battute (ca. 1650)
- III- Nuova scielta di capprici armonici, Op. 3 (1651)
- IV- Soavi concenti di sonate musicali per la chitarra spagnuola, Op. 4 (1659)
- V- Novi capricci armonici musicali in vari toni per la chitarra spagnola, violino, e viola concertati, et altre sonate per la chitarra sola, Op. 5 (1674)
- VI- Nuovi sovavi concenti di sonate musicali in varii toni per la chitarra spagnola, et altre sonate concertate a due violini, e basso, Op. 6 (1680)
- VII- Armonici toni di vari suonate musicali concertante, a due violini, e basso, con la chitarra spagnola, Op. 7 (1684)